# Pelomyia
Genre
Pelomyia est un genre d'insectes diptères brachycères de la famille des Canacidae.

## Systématique
Le genre Pelomyia a été créé en 1893 par l'entomologiste américain Samuel Wendell Williston (1851-1918), dans une publication dirigée par Charles Valentine Riley (1843-1895), et avec comme espèce type Pelomyia occidentalis  découverte dans les environs de Monterey (Californie).

## Liste d'espèces
Selon BioLib (4 novembre 2022) :
- Pelomyia coronata (Loew, 1866)
- Pelomyia crassiseta Foster & Mathis, 2003
- Pelomyia crassispina Foster & Mathis, 2003
- Pelomyia cruciata Hendel, 1934
- Pelomyia dentata Foster & Mathis, 2003
- Pelomyia grisecoxa Foster & Mathis, 2003
- Pelomyia nigritarsis Foster & Mathis, 2003
- Pelomyia nubila Melander, 1952
- Pelomyia occidentalis Williston, 1893 - espèce type
- Pelomyia robustiseta Foster & Mathis, 2003
- Pelomyia vockerothi Foster & Mathis, 2003

## Publication originale
- (en) C. V. Riley, S. W. Williston, P. R. Uhler et Lawrence Bruner, « Report on a Small Collection of Insects Made During the Death Valley Expedition », North American Fauna, Washington, Government Printing Office, vol. 7, no 2,‎ 31 mai 1893, p. 235-268 (ISSN 0078-1304 et 1944-4575, OCLC 1444066, lire en ligne).